# Trandafirul Alb (film)
Trandafirul Alb (titlul original: în spaniolă Rosa Blanca) este un film dramatic mexican, realizat în 1961 de regizorul Roberto Gavaldón, după romanul omonim a scriitorului B. Traven, protagoniști fiind actorii Ignacio López Tarso, Christiane Martel, Reinhold Olszewski și Rita Macedo. 

## Conținut
Suntem în anul 1937. Fermierul Jacinto Yáñez, locuiește împreună cu familia sa în regiunea Veracruz unde au proprietatea lor, o fermă numită „Rosa Blanca” („Trandafirul Alb”). În curând liniștea lor este perturbată de un conflict foarte grav provocat de companiile petroliere americane instalate în zonă, care încearcă cu orice preț să obțină terenurile lui, cu tot refuzului său de a le vinde. Nereușind să-l convingă, Jacinto primește o scrisoare cordială ticluită de managerii Societății Petroliere americane „Condor Oil”, prin care este invitat să-i viziteze la sediul din Statele Unite. Aici Kollenz, președintele Societății, continuă prin diferite modalități să-l convingă să le vândă hacienda. Yáñez se întoarce în Mexic, dar ne ajungând acasă, este dat dispărut. Imediat compania petrolieră pune stăpânire pe haciendă, începând demolarea acesteia și pregătirea terenului pentru exploatare petrolieră... 

## Distribuție
- Ignacio López Tarso – Jacinto Yáñez
- Christiane Martel – Georgette (ca Christiane Martell)
- Reinhold Olszewski – Robert G. Kollenz, președintele „Condor Oil”
- Rita Macedo – Carmen López de Yáñez, soția lui Jacinto
- Begoña Palacios – Lupe, fiica lor
- Carlos Fernández – Domingo, soțul Lupei
- John Kelly – Abner
- Luis Beristáin – Lic. Pérez, reprezentantul „Condor Oil”
- Tony Carbajal – Pedro Friguillo (ca Antonio Carbajal)
- Alejandro Ciangherotti – guvernatorul statului Veracruz
- Fernando Wagner – Von Allpenstock
- Katherine Welsh – Aida, secretara lui Kollenz (ca Katherine Walsh)
- Claudio Brook – consulul mexican
- George Neale –
- Pedro Galván –
- Eugenio Rossi –
- David Reynoso – secretarul de la CTM
- Aurora Clavel – săteanca
- José Torvay – săteanul
- Enrique Lucero – Blas Urrutia

## Culise
În 1961, în timpul mandatului prezidențial al lui Adolfo López Mateos, echipa de creație formată din Roberto Gavaldón și B. Traven (autorul romanelor Macario, Canasta de cuentos mexicanos și Vasul morții), a decis să realizeze un film, bazat pe romanul lui Traven, Trandafirul Alb, proiectarea lui fiind interzisă de guvernul mexican timp de mai bine de 10 ani. Filmul se referă în mod documentat istoric, asupra exproprierii terenurilor de țiței, decretat de președintele Republicii de atunci, generalul Lázaro Cárdenas, la 18 martie 1938.

## Premii
- În 1973, filmul a fost nominalizat la două premii Ariel, dintre care unul a fost acordat actorului Ignacio López Tarso pentru cel mai bun actor.

## Literatură
- Traven, B. Trandafirul Alb. București,: Editura: Capitol,. p. 324.